# Gwiazda życia
Gwiazda życia (ang. Star of Life) – niebieska, sześciopromienna gwiazda, obwiedziona białą obwódką, zawierająca w środku białą laskę Eskulapa, zaprojektowana przez Wydział Bezpieczeństwa Ruchu Autostradowego (National Highway Traffic Safety Administration) Departamentu Transportu Stanów Zjednoczonych (United States Department of Transportation – DOT). Tradycyjnie w Stanach Zjednoczonych znak ten był używany jako oznaczenie legalizacji lub certyfikacji dla ambulansów, paramedyków lub pozostałego personelu medycznego systemów ratowniczych.

## Historia
Pierwotnie wiele ambulansów używało pomarańczowych krzyży równoramiennych na białym odblaskowym kwadratowym tle, aby oznakować je jako jednostki ratownicze. Ten znak był używany, zanim zostały ustanowione narodowe wytyczne dla personelu jednostek Systemu Ratowniczego. Zaprojektowana przez Leo R. Schwartza, szefa Oddziału Ratownictwa NHTSA, Gwiazda życia została stworzona po zaskarżeniu w 1973 przez Amerykański Czerwony Krzyż na zbyt duże podobieństwo pomarańczowego krzyża do ich logo – czerwonego krzyża równoramiennego na białym tle, zastrzeżonego Konwencją Genewską. Nowo zaprojektowany krzyż został zaadaptowany z Medycznego Symbolu Identyfikacyjnego (Medical Identification Symbol) Amerykańskiego Towarzystwa Medycznego, który był znakiem zastrzeżonym przez AMA w 1967 roku. Nowo zaprojektowane logo zostało znakiem zastrzeżonym 1 lutego 1977 roku decyzją Komisarza Patentów i Znaków Zastrzeżonych (Commissioner of Patents and Trade-marks) w imieniu NHTSA (numer rejestracji 1058022).

## Znak węża
Znak węża to laska Eskulapa, szeroko używana jako symbol opieki medycznej. Jest kilka teorii na temat pochodzenia symbolu. Mimo że nazwę swą wywodzi od greckiej postaci mitologicznej – Asklepiosa (Eskulapa), który rzekomo posiadał dar uzdrawiania, to mówi się, że początki swe wywodzi z innych źródeł, zawierających m.in. biblijną opowieść z Księgi Liczb, czy obrazu drakunkulozy.

## Symbolika
Sześć ramion gwiazdy symbolizuje sześć głównych zadań wykonywanych przez ratowników zgodnie z łańcuchem przeżycia:
1. „Wczesne wykrycie” (Early detection): pierwsi ratownicy na miejscu zdarzenia to zazwyczaj nie wyszkoleni cywile bądź osoby uczestniczące w zdarzeniu, którzy obserwują zdarzenie, rozumieją problem, identyfikują zagrożenia dla siebie samych i innych oraz podejmują odpowiednie środki, aby zapewnić bezpieczeństwo na miejscu zdarzenia (środowiskowe, elektryczne, chemikalia, promieniowanie itp.).
2. „Wczesne wezwanie pomocy” (Early reporting): następuje wezwanie pomocy i pomoc nawiązuje łączność z ofiarami, zapewniając medyczną pomoc ratunkową.
3. „Wczesna pomoc” (Early response): pierwsi ratownicy zapewniają pierwszą pomoc medyczną i natychmiastową opiekę w miarę ich możliwości.
4. „Profesjonalna pomoc na miejscu zdarzenia” (Onscene care): docierają służby ratunkowe i zapewniają natychmiastową pomoc medyczną w miarę ich możliwości na miejscu zdarzenia.
5. „Opieka w transporcie” (Care in Transit): służby ratunkowe transportują pacjentów do szpitala ambulansami lub śmigłowcami w celu zapewnienia wyspecjalizowanej opieki medycznej. Prowadzą one opiekę także w trakcie transportu.
6. „Specjalistyczna opieka medyczna” (Transfer to Definitive care): odpowiednia i wyspecjalizowana opieka medyczna jest świadczona pacjentom w szpitalu.

## Powszechne stosowanie

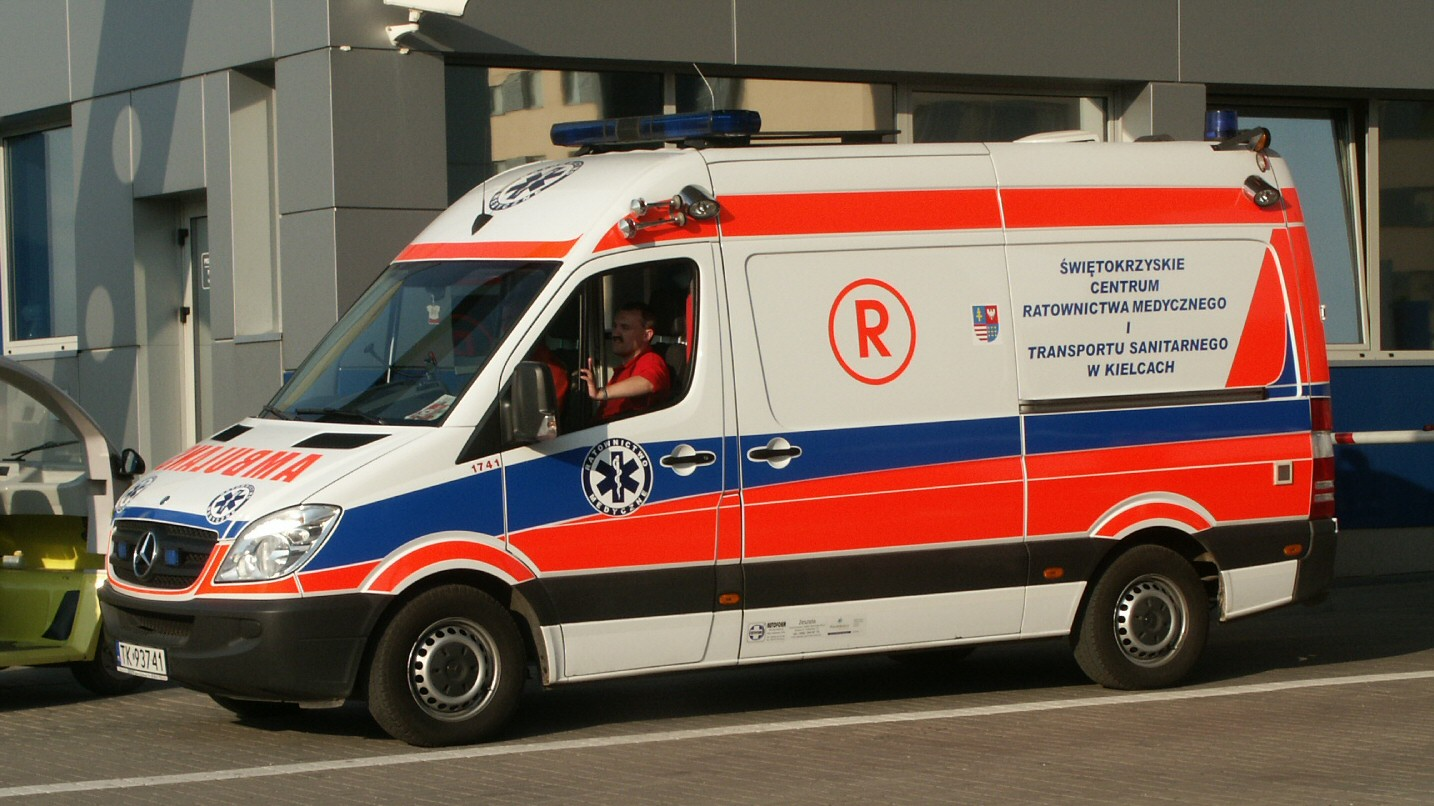
Polski ambulans oznakowany wieloma Gwiazdami Życia

Chociaż żadna agencja nie ma za zadania egzekwowania użycia tego znaku certyfikacji, Gwiazda Życia tradycyjnie stała się znakiem rozpoznawczym personelu medycznego, sprzętu i pojazdów.
Wiele firm medycznych używa Gwiazdy Życia do oznakowania swych pojazdów, a załogi ambulansów zazwyczaj posiadają na odzieży logo. Znak ten pojawia się na wielu publikacjach medycznych i towarach przeznaczonych na rynek medyczny. Windy w szpitalach i innych budynkach, które są oznaczone tym znakiem wskazują, że winda jest wystarczająco duża, by pomieścić nosze.